# 氟代烷
氟代烷（通式為{\displaystyle {\ce {R-F}}}，其中{\displaystyle {\ce {R}}}代表烷基），屬鹵代烴的一種，指烷烴中的一個或多個氫原子被氟取代的有機化合物。因此氟代烷中只有氟、氫和碳三元素。氟甲烷是結構最簡單的氟代烷。氟代烷的命名跟其他鹵代烷很相似，同樣以IUPAC命名法來命名，找出相應烷烴作爲母體，將氟視作取代基，然後以數字標明其位置。

## 分類
氟代烷像醇與其他鹵代烷一樣，可以按照連着氟原子的碳所連的碳之數目來去分成伯（一級）、仲（二級），和叔（三級）氟代烷。例如氟甲烷為一級氟代烷。以下是各種氟代烷的結構：

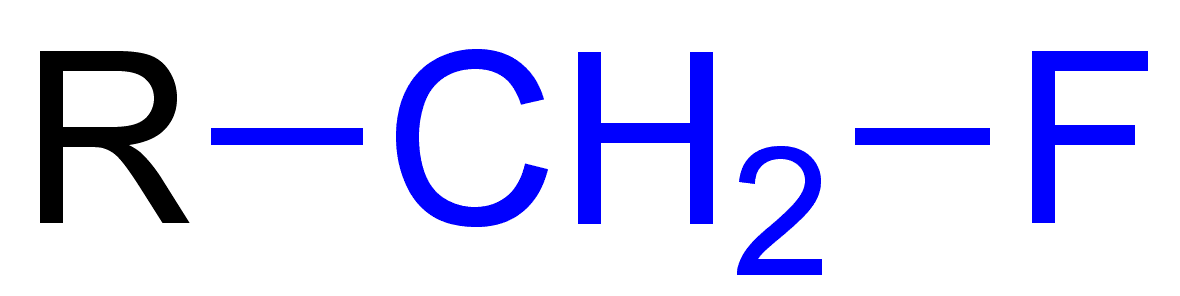
一級氟代烷的結構
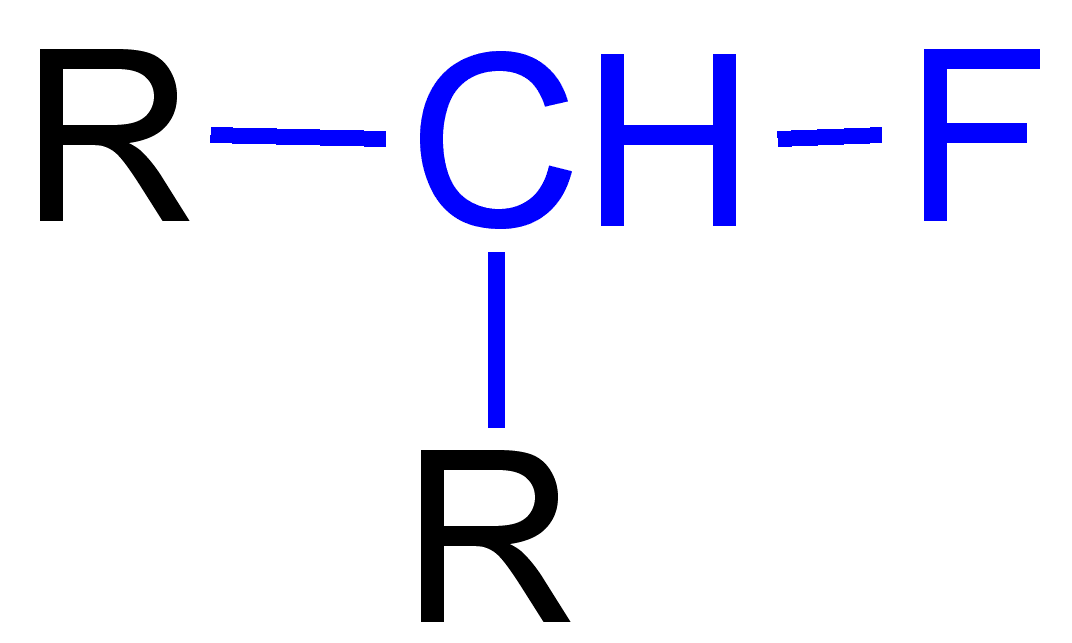
二級氟代烷的結構
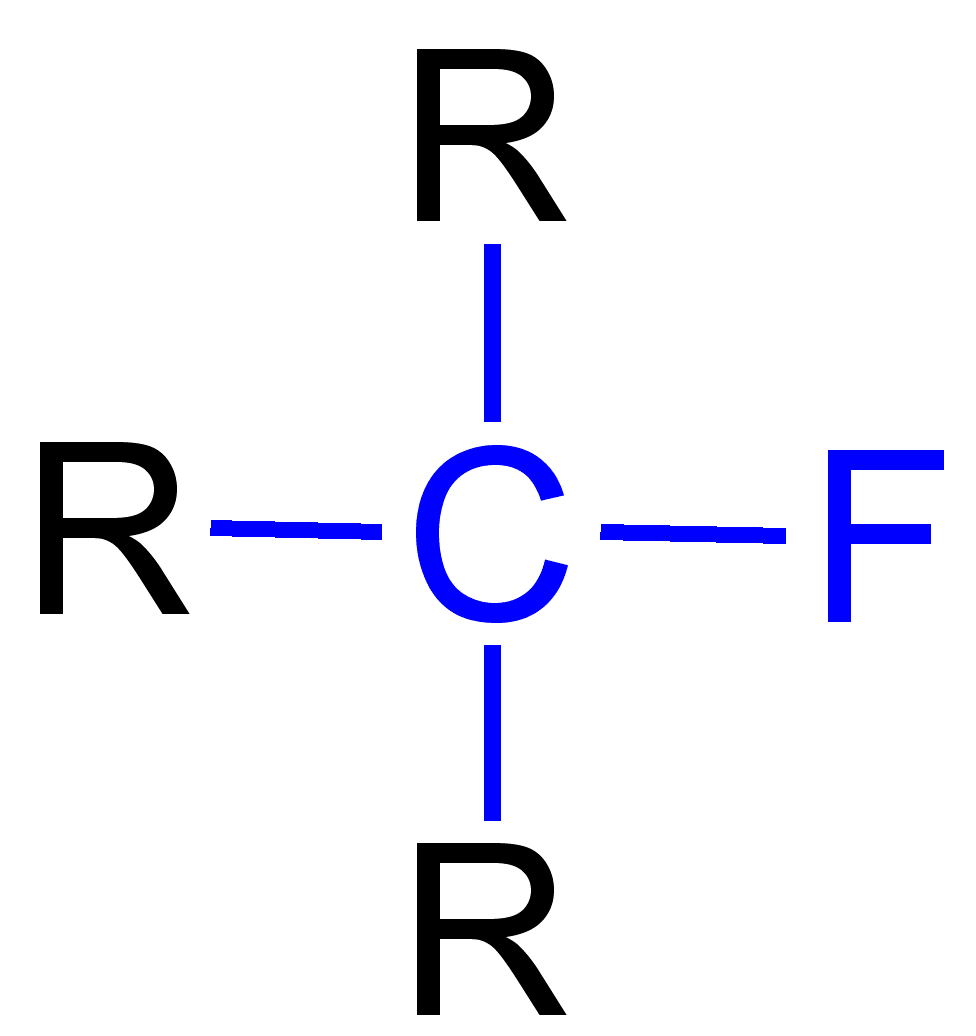
三級氟代烷的結構

## 製備
氟代烷不能直接由烷烴和氟氣的自由基鹵代反應反應得到，因爲這反應會釋放大量的熱，使得碳-碳鍵斷裂，生成碳和氟化氫。但可用活性較低的氟化試劑，如三氟化鈷，來製備氟代烴。這方法又名 Fowler 法 （Fowler process），反應在高溫進行。
第一步中，二氟化鈷被氟化，生成三氟化鈷。反應式如下：
{\displaystyle {\ce {2 CoF2 + F2 -> 2 CoF3}}}
第二步中，引入有機化合物與三氟化鈷反應:
{\displaystyle {\ce {2CoF3 + R-H -> CoF2 + R-F + HF}}}
例如可以分別由甲烷和己烷來製備四氟化碳與全氟己烷：
{\displaystyle {\ce {CH4 + 8CoF3->CF4 + 8CoF2 + 4HF}}}
{\displaystyle {\ce {C6H14 + 28 CoF3 -> C6F14 + 14 HF + 28 CoF2}}}
反應涉及到單電子轉移和碳正離子機理。由於反應中的碳正離子有機會發生重排，所以反應有機會生成很多不同產物。而三氟化鈷則會變回二氟化鈷，可循環再用。反應機理如下：
此外，尚有不少的自由基氟化反應，可以用來製備氟代烷。如下：
- 以二氟化氙為氟化試劑，與羧酸作用，發生自由基脫羧氟化反應[6]：
- 在N-氟代雙苯磺酰胺和氟試劑存在下，叔丁基過酸酯的熱裂可生成氟代烷[7]：
- 在銀[8]、錳[9]催化劑存在下，羧酸可脫羧、氟化，生成氟代烷。光氧化還原催化劑也可以觸發反應。[10][11]

## 反應性
在親核取代反應中，氟代烷的反應性是所有鹵代烷之中最低的。碳-氟鍵是碳-鹵鍵之中最强的，因此最難斷鍵。同時，由於氫鹵酸的强弱順序為HI>HBr>HCl>HF，鹵素離子（其共軛鹼）的鹼性順序為 F->Cl->Br->I-。因此氟離子是鹵素離子中最弱的離去基團，氟代烷在親核取代反應中的反應速率也就是所有鹵代烷之中最低的。

## 用途
有些氣態的氟代烷可用作冷凍劑。例子有1,1,1,2-四氟乙烷（二氟二氯甲烷的替代品）、五氟乙烷等。
在醫藥上，據估計有多達五分之一的藥物含有氟，其中有很多藥物都屬於氟代烷。

## 對環境的危害
很多氟代烷都是溫室氣體，全球暖化潛勢（GWP）很高，會加劇溫室效應。例如1,1,1,2-四氟乙烷的全球暖化潛勢相當高，100年GWP為1430。其他屬於溫室氣體的氟代烷有二氟甲烷、1,1,1-三氟乙烷、五氟乙烷等。